# Massapê do Piauí
Massapê do Piauí este un oraș în Piauí (PI), Brazilia.